# شولکریپن
شولکریپن (به آلمانی: Schöllkrippen) یک منطقهٔ مسکونی در آلمان است که در آشافنبورگ واقع شده‌است. شولکریپن ۳٬۸۵۹ نفر جمعیت دارد.